# Snow Dogs
«Snow Dogs» — первый в России международный зимний мотоциклетный слёт. Традиционно проводится ежегодно в последние выходные января с 2004 года.
Организатором является Дмитрий «Гор» Горбунов.
Основное действо слёта:
- победитель номинации «Самый дальний мотоциклист»
- ледовый чемпионат мира по унимото.

С 2010 года стали проводиться соревнования на мотоциклах с колясками (кольцо, лёд).
В 2012 году на 9-м слёте прошёл Первый ледовый чемпионат мира по унимото.
С 2020 года на слёте официально фиксируются мировые рекорды в классах унимото.

## Места проведения
Слёт проводится в Самарской области:
- 2004—2006 — село Ширяево, Самарская Лука;[2]
- 2007—2008 — село Жигули, подножье Молодецкого кургана, Самарская Лука;[3]
- 2009—2010 — база отдыха «Алые паруса», Фёдоровские Луга, Тольятти;[4][5][6][7][8]
- 2011 — полуостров Копылово, Тольятти, база отдыха «Ветерок» на берегу реки Волги;[9]
- 2012 — Спортивно-технический комплекс имени Анатолия Степанова, Тольятти.[10][11][12]
- 2013 — слёт был отменён;
- 2014 — Курумоч;
- 2015 и 2016 — база «Заозерная Царевщина»;
- 2017, 2018, 2019 и 2020 — база «Ранчо», Нижнее Санчелеево;
- 2021 — база «Приволье», национальный парк «Самарская Лука»;
- 2022 — база «Стрежень», Приволжский.